# Ozyptila arctica
Ozyptila arctica (лат.) — вид пауков семейства Пауки-бокоходы (Thomisidae). Встречается в Голарктике (Европа, Сибирь, Северная Америка). Длина тела около 3 мм. Основная окраска коричневая с примесью белых и жёлтых отметин. Активны с мая по сентябрь.
Голени первой пары ног вентрально с двумя парами шипов; волоски заострённые или булавовидные. Педипальпы самцов с тегулярным апофизом, эпигинум с чехлом. Первые две пары ног развернуты передними поверхностями вверх, заметно длиннее ног третьей и четвёртой пар. Паутину не плетут, жертву ловят своими видоизменёнными передними ногами.